# Przepust kablowy

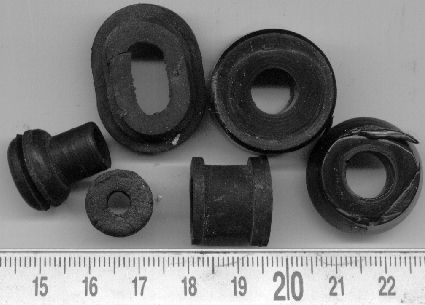
Gumowe przepusty kablowe

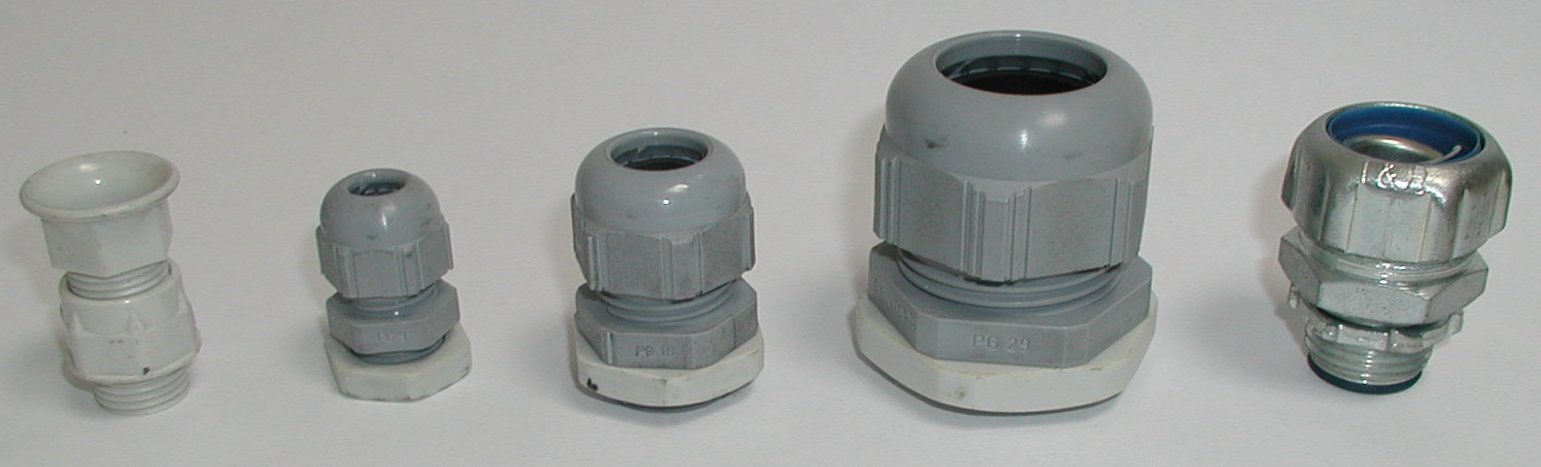
Typowe przepusty kablowe

Przepust kablowy (także dławica kablowa, w handlu także dławik) – element umożliwiający przeprowadzenie kabla przez ścianę lub obudowę urządzenia elektronicznego, w handlu często nazywany dławikiem (nie jest to jednak dławik w znaczeniu elementu indukcyjnego). Przepust częściowo usztywnia przeprowadzany odcinek kabla, ograniczając możliwość uszkodzeń mechanicznych, które mogłyby powstać w wyniku zmęczenia materiału spowodowanego częstym zginaniem. Ponadto zabezpiecza izolację przewodu przed przecięciem ostrymi krawędziami blaszanej obudowy urządzenia, może też dodatkowo utrudniać lub uniemożliwiać wyrwanie przewodu z wnętrza urządzenia. Przepusty kablowe są wykonywane z tworzyw sztucznych, gumy, rzadziej jako elementy metalowe. W urządzeniach produkowanych masowo przepust może stanowić integralny element izolacji kabla. W specjalistycznych zastosowaniach przepusty kablowe mogą pełnić dodatkowo rolę izolacyjną (np. zapewniać wodoszczelność lub szczelność w granicach określonej różnicy ciśnień w urządzeniach próżniowych).